# DJ Jazzy Jeff
DJ Jazzy Jeff (Philadelphia, Pennsylvania, 22 januari 1965), artiestennaam van Jeffrey Allen Townes, is een Amerikaans diskjockey en producer. Hij werd bekend van DJ Jazzy Jeff & The Fresh Prince en The Fresh Prince of Bel-Air.

## Biografie
Townes is een hiphop-artiest en -producer, die buiten de Verenigde Staten vooral bekend geworden is als Jazz uit de sitcom The Fresh Prince of Bel-Air. Hij is live-DJ van Will Smith en werd vroeger ook gezien als het belangrijkste deel van DJ Jazzy Jeff and The Fresh Prince. Hij doet enkel aan hiphop-djing.
Samen met de 'Fresh Prince', oftewel Will Smith, scoorde Townes eind jaren 1980, begin jaren 90 enkele hits. Een aantal van deze waren Girls aint nothing but Trouble, Parents Just Don't Understand, The Fresh Prince of Bel-Air (titelsong) en Summertime. Zij traden op onder de naam DJ Jazzy Jeff & The Fresh Prince. Vanaf 1994 ging Will Smith solo, maar was Townes live-DJ. Zij zijn nooit met ruzie uit elkaar gegaan. Smith en Townes hebben bekendgemaakt dat zij zich in plaats van op films weer op de muziek gaan richten. Ze zullen weer samen op tournee gaan. Het duo was in 2005 te zien op Live 8.
DJ Jazzy Jeff heeft ook solo materiaal uitgebracht. Ook werkte hij samen met Masters at Work op hun album Nuyorican Soul (1997) en op het album Re-Members Only (2001) van King Britt.

## Discografie

### Albums
- Rock The House (1987)
- He's The DJ, I'm The Rapper (1988)
- And In This Corner (1989)
- Homebase (1991)
- Code Red (1993)

### Singles
| Single met eventuele hitnotering(en) in de Nederlandse Top 40 | Datum van verschijnen | Datum van binnenkomst | Hoogste positie | Aantal weken | Opmerkingen                                                                                  |
| ------------------------------------------------------------- | --------------------- | --------------------- | --------------- | ------------ | -------------------------------------------------------------------------------------------- |
| Girls Ain't Nothing but Trouble                               | 1987                  | -                     |                 |              | met Will Smith als DJ Jazzy Jeff & The Fresh Prince / Nr. 96 in de Single Top 100            |
| Summertime                                                    | 1991                  | 17-08-1991            | 20              | 8            | met Will Smith als DJ Jazzy Jeff & The Fresh Prince / Nr. 12 in de Single Top 100            |
| Ring My Bell                                                  | 1991                  | 23-11-1991            | 10              | 8            | met Will Smith als DJ Jazzy Jeff & The Fresh Prince / Nr. 11 in de Single Top 100            |
| The Things That U Do                                          | 1992                  | 22-02-1992            | 28              | 4            | met Will Smith als DJ Jazzy Jeff & The Fresh Prince / Nr. 21 in de Single Top 100            |
| Yo Home to Bel-Air                                            | 1992                  | 24-10-1992            | 3               | 10           | met Will Smith als DJ Jazzy Jeff & The Fresh Prince / Nr. 4 in de Single Top 100             |
| Boom! Shake the Room                                          | 1993                  | 14-08-1993            | 22              | 5            | met Will Smith als Jazzy Jeff & The Fresh Prince / Alarmschijf / Nr. 18 in de Single Top 100 |
| Boom! Shake the Room                                          | 1993                  | 06-11-1993            | 19              | 5            | met Will Smith als Jazzy Jeff & The Fresh Prince / Re-entry                                  |
| I'm Looking for the One (To Be with Me)                       | 1993                  | 11-12-1993            | tip3            | -            | met Will Smith als Jazzy Jeff & The Fresh Prince / Nr. 36 in de Single Top 100               |
| Can't Wait to Be with You                                     | 1994                  | 05-03-1994            | tip11           | -            | met Will Smith als Jazzy Jeff & The Fresh Prince                                             |
| Lovely Daze                                                   | 1998                  | 06-06-1998            | tip14           | -            | met Will Smith als DJ Jazzy Jeff & The Fresh Prince                                          |

| Single met hitnotering(en) in de Vlaamse Ultratop 50 | Datum van verschijnen | Datum van binnenkomst | Hoogste positie | Aantal weken | Opmerkingen                                         |
| ---------------------------------------------------- | --------------------- | --------------------- | --------------- | ------------ | --------------------------------------------------- |
| Ring My Bell                                         | 1991                  | 04-01-1992            | 26              | 3            | met Will Smith als DJ Jazzy Jeff & The Fresh Prince |
| Boom! Shake the Room                                 | 1993                  | 30-10-1993            | 36              | 9            | met Will Smith als Jazzy Jeff & The Fresh Prince    |

## Filmografie
- The Fresh Prince of Bel-Air, televisieserie - Jazz (46 afl., 1990-1996)